# Хоган (жилище)
Хо́ган (/ˈhoʊɡən/, на языке навахо hooghan hoːɣan) — основное традиционное жилище народа навахо. Помимо хогана, у навахо распространены такие типы жилищ, как летние домики, подземный дом и индейская парна́я баня.

## Значение
Хоган считается культовым сооружением в религии навахо, которые считают, что первый хоган построил дух-Койот (англ. Coyote) при помощи бобров для Первого мужчины, Первой женщины и Говорящего бога. Народ бобров дал Койоту брёвна и научил его, как построить первый хоган, ныне известный как хоган с «вилочным шестом» или «мужской» (áłchʼįʼ adeezʼá) хоган, напоминающий пирамиду с пятью треугольными гранями. Земля может заполнять пространство между балками, образующими каркас, скрывая пятигранную форму и создавая толстые, защищающие от зимней непогоды стены. Хоган с «вилочным шестом», или «мужской» хоган, содержит вестибюль в передней части. Данный тип хогана используется только для религиозных или частных церемоний.
С хоганом и его использованием связаны многочисленные культурные табу. Если в хогане кто-то умирал, тело либо погребалось внутри хогана, а вход замуровывался, либо умершего выносили через отверстие, пробитое в северной части сооружения, после чего его покидали, а нередко — сжигали. Хоган также запрещалось использовать в дальнейшем, если близ него ударяла молния, или если об него тёрся медведь. Древесину из покинутых хоганов навахо также не использовали повторно ни для каких других целей.
В настоящее время, хотя некоторые старые хоганы всё ещё используются как жилища, а другие — как церемониальные сооружения, новые хоганы редко служат в качестве семейных жилищ.

## Конструкции
Традиционный хоган имеет круглое сечение и коническую форму, однако сейчас всё чаще встречается квадратный хоган.
«Круглый» или «женский» хоган (tsé bee hooghan), то есть семейный дом для людей навахо, намного крупнее и не имеет вестибюля.
Индейцы навахо сооружали свои хоганы по описанному образцу до начала XX века, когда они начали строить новые — шестиугольной и восьмиугольной формы. Вероятно, изменение формы было связано с тем, что навахо познакомились с железной дорогой. Поставка деревянных шпал, которые можно было укладывать горизонтально, в результате чего получался более высокий и просторный дом, позволило сохранить форму «женского» хогана, добавив при этом дополнительные внутренние помещения.
Двери хогана всегда обращены на восток — считается, что входя через неё, солнце приносит удачу.

## Галерея
- Зимний хоган
- Хоган
- Хоган навахо в Долине памятников
- Хоган племени навахо — вид изнутри